# Називаевск
Називаевск (на руски: Называевск) е град в Русия, административен център на Називаевски район, Омска област. Населението на града към 1 януари 2018 година е 11 101 души.

## История
Селището е основано през 1910 година, през 1956 година получава статут на град.